# Emani Sims
Emani Brenita-Rea Sims (28 aprile 1992) è una pallavolista statunitense.
Gioca nel ruolo di centrale.

## Carriera
La carriera di Emani Sims inizia nei tornei scolastici statunitensi, giocando per la Glenbrook South High School. Successivamente gioca a livello universitario nella NCAA Division I, difendendo i colori della University of Miami dal 2010 al 2014, saltando però la prima stagione.
Nella stagione 2015-16 firma il suo primo contratto professionistico, ingaggiata in Germania dal Rote Raben Vilsbiburg, club di 1.Bundesliga.

## Palmarès

### Premi individuali
- 2012 - All-America Third Team